# Tridens riograndensis
Tridens riograndensis là một loài thực vật có hoa trong họ Hòa thảo. Loài này được Acedo & Llamas mô tả khoa học đầu tiên năm 2003.